# لويس ميسكيتا دي أوليفيرا
لويس ميسكيتا دي أوليفيرا (بالبرتغالية: Luís Mesquita de Oliveira‏) الشهير باسم لويسينهو (29 مارس 1911 - 27 ديسمبر 1983) لاعب كرة قدم برازيلي راحل كان يجيد اللعب في خط الهجوم.
لعب طوال مسيرته الرياضية في أندية أنجيلو برازيليرو (1928-1929) باوليستانو (1929) ساو باولو (1930-1934) باوليستا (1935) باليسترا إيطاليا (1936-1940) ساو باولو (1941-1946).
مثل منتخب البرازيل في 11 مباراة مسجلا 4 أهداف (1934-1944). شارك مع منتخب البرازيل في بطولة كأس العالم 1934 في إيطاليا حيث خرج من الدور الثمن النهائي وفي بطولة كأس العالم 1938 في فرنسا حيث احتل المركز الثالث.

## وصلات خارجية
- لويس ميسكيتا دي أوليفيرا على موقع الاتحاد الدولي (مؤرشف)  (الإنجليزية)
- لويس ميسكيتا دي أوليفيرا على موقع ناشيونال فوتبول تيمز (الإنجليزية)
- لويس ميسكيتا دي أوليفيرا على موقع Soccerway.com (الإنجليزية)
- لويس ميسكيتا دي أوليفيرا على موقع عالم كرة القدم.نت (الإنجليزية)

- سيرة ذاتية